# Tom Schütz
Tom Schütz (* 20. Januar 1988 in Bamberg) ist ein ehemaliger deutscher Fußballspieler, der von 2011 bis Ende Juni 2020 bei Arminia Bielefeld unter Vertrag stand.

## Karriere

### Vereine
Über die Jugendvereine TSV Burgpreppach und 1. FC Haßfurt gelangte Schütz 2005 zur Regionalliga-Mannschaft des FC Bayern München, für die er in drei Spielzeiten 47 Punktspiele bestritt; erstmals am 27. Mai 2006 (34. Spieltag) beim 1:1-Unentschieden im Heimspiel gegen Eintracht Trier.
In der mit Saisonbeginn 2008/09 neugeschaffenen 3. Profiliga debütierte er am 27. Juli 2008 (1. Spieltag) beim 2:1-Sieg im Heimspiel gegen den 1. FC Union Berlin, als er in der 85. Minute für Deniz Yılmaz eingewechselt wurde. Zur Saison 2009/10 wurde er von Mehmet Scholl zum Mannschaftskapitän ernannt. Erst am 10. April 2010 (33. Spieltag), beim 3:0-Sieg im Heimspiel gegen Borussia Dortmund II, erzielte er in seinem 106. Punktspiel sein erstes Tor. Zur Saison 2010/11 wechselte er zum Ligakonkurrenten SV Babelsberg 03, für den er in 36 von 38 Punktspielen ein Tor erzielte.
Zur Saison 2011/12 wechselte er zum Zweitliga-Absteiger Arminia Bielefeld. Mit der Arminia gewann er zweimal den Westfalenpokal und stieg mit ihr 2013 und 2015 in die 2. Bundesliga auf. Am 5. Januar 2018 gab der Verein bekannt, dass Tom Schütz seinen Vertrag mit Arminia Bielefeld bis 2020 verlängert hat.
Schütz beendete seine Profikarriere nach insgesamt 261 Pflichtspielen mit dem Aufstieg der Arminia in die Bundesliga in der Saison 2019/20; blieb dem Verein jedoch als Co-Trainer der U17 erhalten.

### Nationalmannschaft
Sein Debüt im Nationaltrikot gab er am 26. August 2003 beim 5:0-Sieg der U-16-Nationalmannschaft über die Auswahl der Schweiz.
Mit der U-18-Nationalmannschaft nahm er vom 28. Januar bis 5. Februar 2006 am Internationalen Turnier in Sankt Petersburg teil, das er mit der Mannschaft unter Trainer Frank Engel gewann. Dabei wurde er im ersten Gruppenspiel am 28. Januar, beim 1:0-Sieg gegen die Auswahl Lettlands, und im zweiten Gruppenspiel am 30. Januar, beim 5:1-Sieg gegen die Auswahl Finnlands, eingesetzt. Ein weiteres Länderspiel bestritt er am 16. März 2006 in Bottrop bei der 1:3-Niederlage gegen die Auswahl Frankreichs. Für die U-19-Nationalmannschaft bestritt er vom 14. November 2006 bis 7. April 2007 fünf Länderspiele. Am 5. September 2007 debütierte Schütz in der U-20-Nationalmannschaft, die in Kaufbeuren der Auswahl Österreichs mit 0:1 unterlag.

## Erfolge
- Zweiter der A-Juniorenmeisterschaft 2006 (mit dem FC Bayern München)
- Aufstieg in die 2. Bundesliga 2013 und 2015 (mit Arminia Bielefeld)
- Aufstieg in die Fußball-Bundesliga 2020 (mit Arminia Bielefeld)